# Ludwik Karolczak
Ludwik Karolczak (ur. 19 sierpnia 1916 w Sodingen, zm. 26 września 2003) – polski górnik i polityk komunistyczny, poseł na Sejm PRL II i III kadencji.

## Życiorys
Syn Szczepana i Agnieszki. Uzyskał wykształcenie podstawowe, z zawodu górnik. W 1946 wstąpił do Polskiej Partii Robotniczej, a w 1948 wraz z nią do Polskiej Zjednoczonej Partii Robotniczej. Pełnił funkcję I sekretarza Komitetu Zakładowego PPR w Kopalni Węgla Kamiennego „Mieszko”, a następnie w Kopalni Węgla Kamiennego „Biały Kamień” w Wałbrzychu. W PZPR pełnił funkcje zastępcy kierownika Wydziału Ekonomicznego Komitetu Wojewódzkiego (1951), członka KW (1952–1965), zastępcy kierownika Wydziału Organizacyjnego KW (1953–1954) i członka egzekutywy KW (1957–1965) we Wrocławiu, a ponadto I sekretarza Komitetu Miejskiego w Wałbrzychu (1951–1953, 1956–1964). W 1957 i 1961 był wybierany na posła na Sejm PRL w okręgu Wałbrzych. Przez dwie kadencje zasiadał w Komisji Przemysłu Ciężkiego, Chemicznego i Górnictwa, a w II ponadto w Komisji Nadzwyczajnej Ziem Zachodnich.
Pochowany na cmentarzu komunalnym w Szczawnie-Zdroju.